# Haus Bönninghausen (Eickel)

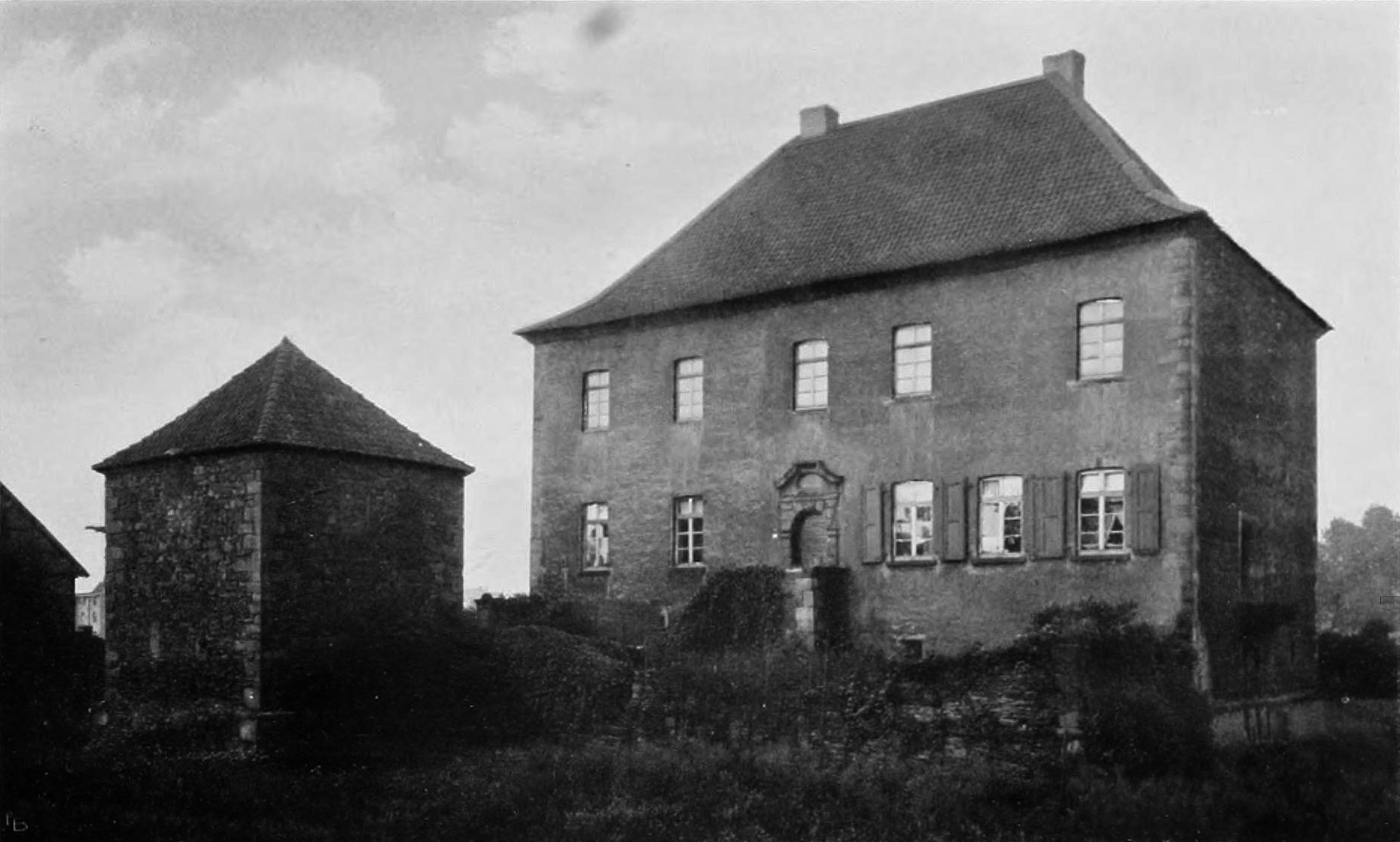
Haus Bönninghausen, Ansicht von Südwesten

Das Haus Bönninghausen war ein Adelssitz in Eickel, das heute ein Stadtteil von Herne ist. Die abgegangene Wasserburg lag an der heutigen Burgstraße.

## Gebäude
Das Herrenhaus aus Feldbrandziegeln besaß zwei Geschosse und ein Walmdach. Es stammte aus dem 17. Jahrhundert und stand an der Ostseite einer von einer Gräfte umgebenen Insel. Über seinem Portal hing das Wappen der Familie Kumpsthoff. An der nordwestlichen Ecke der Insel bewachte ein 6 × 6 Meter messender, zuletzt 6,80 Meter hoher Wehrturm vielleicht aus dem 14. Jahrhundert die danebenliegende Zugangsbrücke an der Nordseite. Der Turm besaß Mauerwerk aus Bruchstein und ein Pyramidendach. In seinem Inneren befanden sich zwei übereinanderliegende Räume. Schlüsselscharten zeugten von seiner Wehrhaftigkeit. Ein kleiner Hof nahm den Rest der Burginsel ein und war von einer Bruchsteinmauer umfriedet. Von der Brücke führte eine Treppe zum Hof des Hauses. An ihrem oberen Ende standen zwei Löwenskulpturen, die Wappenschilde hielten. Sie wurden 1914 dort aufgestellt.
Als die Zeche Königsgrube im Ortsteil Röhlinghausen abgeteuft wurde, fiel der Wassergraben trocken, das Gelände wurde zu Gartenland umgewandelt. Nach einer Sage sollen Haus Bönninghausen und das nahe gelegene Haus Dorneburg mit einem unterirdischen Geheimgang verbunden gewesen sein, jedoch konnte ein solcher weder bei den Abbrucharbeiten der Dorneburg noch beim Abriss von Haus Bönninghausen festgestellt werden.

## Geschichte
Wer Erbauer des Hauses Bönninghausen war, ist nicht bekannt. In einem Verzeichnis des Offiziums Wattenscheid aus dem Jahr 1411 wird ein Zinspflichtiger namens Hermanns van Bonynchusen aus dem Adelsgeschlecht Bönninghausen in villa Boninchusen erwähnt, und im Schatzbuch der Grafschaft Mark fand 1486 ein Jan to Bonynchusen Erwähnung. Weitere Familienmitglieder wurden in den Jahren 1519 und 1618 genannt. Die Familie von Bönninghausen hielt das nach ihr genannte Gut bis in das 17. Jahrhundert, ehe es 1630 – vermutlich durch Kauf – an die Familie Kumpsthoff aus Dinslaken gelangte. Seit jener Zeit wurde die Anlage Haus Kumpsthoff genannt. Schon 1636 hatten Georg Kumpsthoff und seine Frau Helene Clara von Plonnies ihr Gut und ihren Hof Bönninghaus verpfändet.

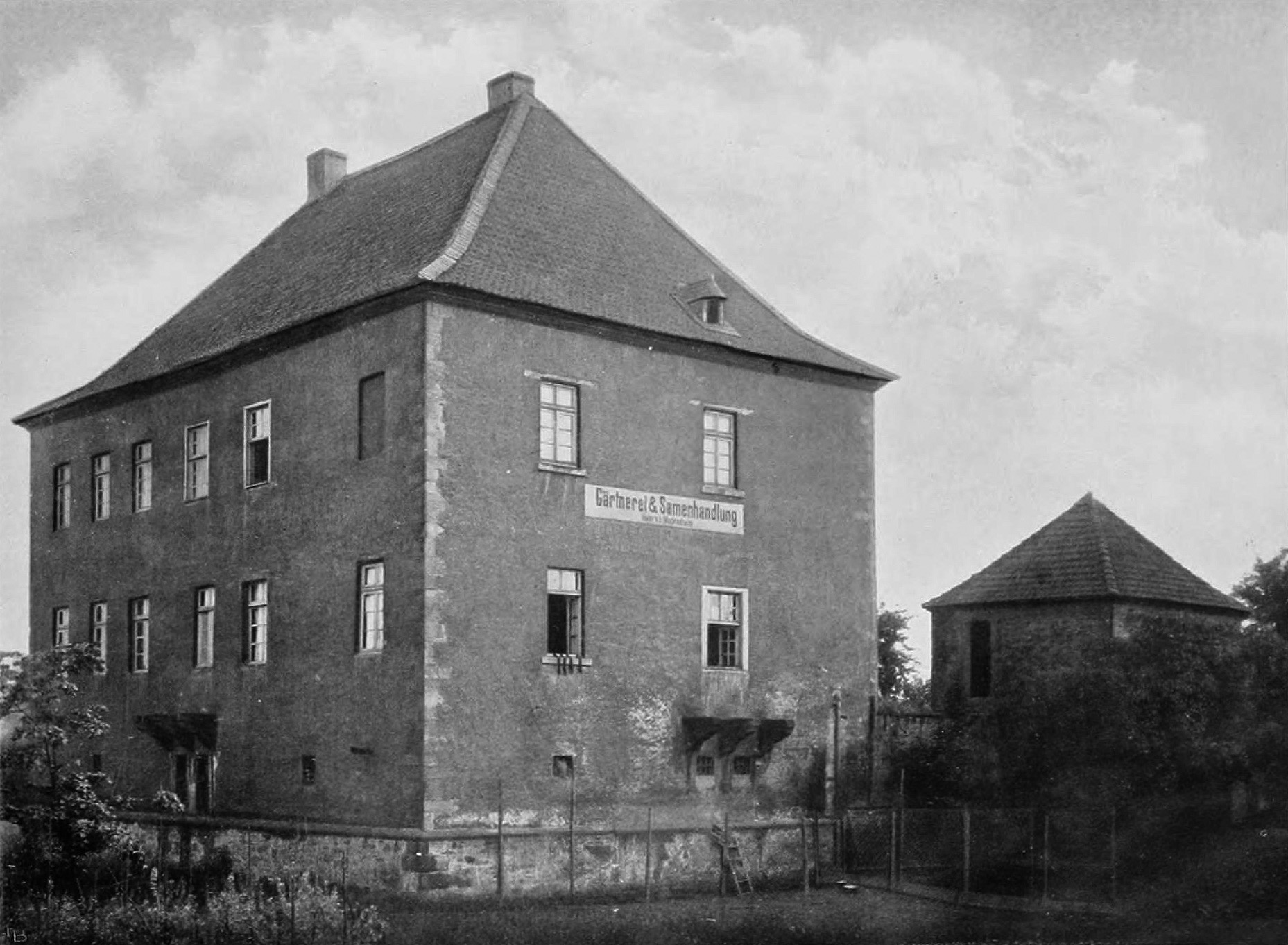
Haus Bönninghausen im Jahr 1908, Ansicht von Nordosten

Der ehemalige Bürgermeister von Bochum, Gerhard Wilbrand Lennich, erwarb das Haus Bönninghausen um 1796 und verbrachte dort seinen Ruhestand. Der Gutsbesitz wurde im 19. Jahrhundert unterteilt und in Stücken verkauft. So wurden der Hof Vogelsang und der Hof Bönninghaus an der Reichsstraße eigenständig. Das Restgut wurde 1837 samt 30 Morgen Land an Peter Jakob Muckenheim verpachtet, der es schließlich im Jahr 1855 kaufte. Die Familie Muckenheim betrieb auf den Ländereien eine Gärtnerei und Samenhandlung. Das Anwesen wurde zu dieser Zeit im Volksmund bereits nur noch Haus Muckenheim genannt. 1928 erfolgte der Verkauf der Ländereien an die Stadt Wanne-Eickel.
Im Winter 1944/1945 wurden das Herrenhaus und die Wirtschaftsgebäude während des Zweiten Weltkriegs durch Luftminen schwer beschädigt. Nachdem Heinrich Muckenheim, am 14. September 1950 verstorben war, verkaufte seine Familie das Herrenhaus 1955 an die Stadt Wanne-Eickel. Diese beantragte beim Landeskonservator in Münster eine Abrissgenehmigung für Haus Muckenheim. Weil dem Landeskonservator nicht bekannt war, dass es sich bei der Anlage um das denkmalgeschützte Haus Bönninghaus handelte, wurde die beantragte Genehmigung erteilt und im April 1960 mit dem Abriss begonnen. Als der wahre Sachverhalt bekannt wurde, stoppte die Stadt die Arbeiten, jedoch waren vom ehemaligen Gut nur noch die Grundmauern des Wehrturms erhalten. Einer Anregung des Landeskonservators, die verbliebenen Reste des Wehrturms zu erhalten, konnte wegen der bereits stark vorangeschrittenen Abbrucharbeiten nicht entsprochen werden. Deshalb erinnern heute nur noch die am 14. März 1968 durch Ratsbeschluss so benannte Bönninghauser Straße in Herne sowie eine Informationstafel an der Burgstraße an das Haus Bönninghausen.